# Die Söhne der Großen Bärin
Die Söhne der Großen Bärin ist eine Indianer-Roman-Hexalogie von Liselotte Welskopf-Henrich, welche besonders in der Deutschen Demokratischen Republik (DDR) sehr erfolgreich war und auch heute noch viele Anhänger hat. Zunächst erschien 1951 eine einbändige Ausgabe Die Söhne der großen Bärin, die ab 1963 um die Vorgeschichte der Jugend von Harka zur Trilogie erweitert wurde. Es erschien Harka, der Sohn des Häuptlings und Top und Harry. Die ursprüngliche Erzählung erschien als dritter Band und 1982 ein letztes Mal unter dem Titel Der Häuptling.
Seit 1970 besteht „Die Söhne der großen Bärin“ aus sechs Bänden; (Band 1: Harka; Band 2: Der Weg in die Verbannung; Band 3: Die Höhle in den schwarzen Bergen; Band 4: Heimkehr zu den Dakota; Band 5: Der junge Häuptling; Band 6: Über den Missouri). Held ist der Dakota-Junge Harka, der sich später als Krieger „Stein mit Hörnern“ und als Häuptling Tokei-ihto nennt. Die Hexalogie besticht dadurch, dass sie mit wissenschaftlichen Kenntnissen und historischen Fakten geschrieben ist, aber auch phantasievolle und spannende Erzählungen über die Kultur der Indianer bereithält.
Die Autorin zeichnet die Hauptfiguren mit ihren biographischen Brüchen durchaus zwiespältig, ohne dass die Sympathie des Lesers mit den indianischen Hauptfiguren darunter leidet. Im Gegensatz zu anderen Indianer-Erzählungen beruht Welskopf-Henrichs Romanzyklus auf wissenschaftlichen Erkenntnissen und ist deutlich weniger von Gut-Gegen-Böse/Schwarz-Weiß-Malerei („Der gute Rote Mann gegen den bösen Weißen Mann“) geprägt.
Unter dem gleichen Titel wie der Romanzyklus entstand 1966 bei der DEFA der ebenfalls sehr erfolgreiche Film Die Söhne der großen Bärin mit Gojko Mitić in der Hauptrolle als Tokei-ihto. Die erste Fassung des Drehbuches schrieb Welskopf-Henrich; nach Unstimmigkeiten mit den Machern des Filmes – so wurde hinter ihrem Rücken eine zweite Drehbuchfassung geschrieben – zog sie ihren Namen als Drehbuchautorin jedoch letztendlich zurück. Regie führte Josef Mach.
1968 wurde Liselotte Welskopf-Henrich für diesen Romanzyklus mit dem Friedrich-Gerstäcker-Preis ausgezeichnet.

## Die einzelnen Bände der Reihe „Die Söhne der Großen Bärin“
Hinter den Namen der Bände sind in Klammern die hauptsächlichen Ersterscheinungsdaten angegeben.

### Band 1 – Harka (1962)
Der Roman beginnt im Frühling 1863, als Gerüchte aufkamen, dass es in den Black Hills (Lakota: Paha Sapa bzw. Pahá-Sápa) Gold geben solle. Der elfjährige Harka eifert seinem Vater, dem Kriegshäuptling der Bärenbande, Mattotaupa („Vier Bären“) nach. Er ist der Anführer seiner Altersgenossen (Bund der Jungen Hunde) und sehr geschickt, tapfer und begabt für sein Alter. Die ersten Weißen dringen bereits auf der Suche nach Gold in die Paha Sapa, die heiligen Berge der Sioux–Dakota des Teton-Stammes der Oglala, ein. Das Land ist geprägt von Veränderungen. Als die Bärenbande ihr Winterlager in den Paha Sapa abbricht, um für den Sommer in die offene Prärie zu ziehen, müssen die Lakota gegen die Pawnee um das Gebiet mit den Büffelherden kämpfen. Die Pawnee sind in das Gebiet der Dakota eingedrungen, da sie sich durch den Besitz von Feuerwaffen für überlegen hielten. Es kommt zum Kampf, den die Dakota gewinnen, jedoch wird Harkas Mutter durch einen fehlgegangenen Schuss aus der Flinte eines Pawnee getötet. Die Büffel bleiben jedoch aus. Es stellt sich immer mehr heraus, dass die Weißen südlich des Platte River eine Eisenbahnstrecke quer durchs Land bauen, welche die Büffel in ihrer natürlichen Wanderroute stört. Da die Pawnee den Weißen zu Diensten sind, bekommen sie von diesen Büffelfleisch und Gewehre. Gewehre gelten bis dahin unter den Dakota als Zauberwaffen bzw. Geheimniseisen („Mazza-waken“), weil sie den Kriegern noch unbekannt sind.
Eines Nachts findet Harka in der Nähe des Dorfes einen fremden Jungen, den Sohn eines entflohenen schwarzen Sklaven, und nimmt ihn mit ins Dorf. Ihm wird der Name Schwarzhaut Kraushaar gegeben. Kraushaars Vater wird inzwischen von den Pawnee gefangen gehalten und muss dort niedere Dienste verrichten. Die Lakota beschließen, Kraushaars Vater zu befreien, doch dazu kommt es nicht. Kraushaar sieht bei Harka ein großes Goldnugget, welches Harka einmal zufällig gefunden hatte, ohne den Wert und die Bedeutung des Goldes auch nur zu erahnen. Er behielt es nur wegen seines Glanzes, nicht wegen seines ihm unbekannten Werts. Schwarzhaut Kraushaar schlägt nun vor, dieses Nugget zum Tausch gegen seinen Vater zu benutzen. Als der Häuptling nun von dem Goldnugget erfährt, nimmt er es an sich und wirft es wütend in den Fluss. Das Gold bringe nur Unglück und seine Existenz müsse für immer ein Geheimnis der Indianer bleiben, sonst würden die Weißen die Lakota eben um jenes Goldes wegen töten. Schwarzhaut Kraushaar holt das Goldnugget heimlich wieder aus dem Fluss und der Geheimnismann Hawandschita nimmt es an sich.
Er zieht mit Schwarzhaut Kraushaar angeblich zu Beschwörungen zur Rettung seines Vaters los. In einer gegenüber dem Stamm der Dakota geheim gehaltenen Verhandlung mit den Pawnee und ihren weißen Verbündeten, erreicht Hawandschita, dass der Vater Kraushaars (Fremde Muschel) freigelassen wird und eine Antilopenherde und wenig später eine Büffelherde zum Indianerdorf getrieben werden. Schwarzhaut Kraushaar und sein Vater müssen schwören, niemals jemandem von den wahren Gründen für diese Ereignisse zu erzählen.
Nach den erfolgreichen Jagden ist die Bärenbande erleichtert, da sie wieder über einen ausreichenden Fleischvorrat verfügt. Hawandschita gilt einmal mehr als großer Geheimnismann, denn die Herden werden ihm und seinen Beschwörungen zugeschrieben.

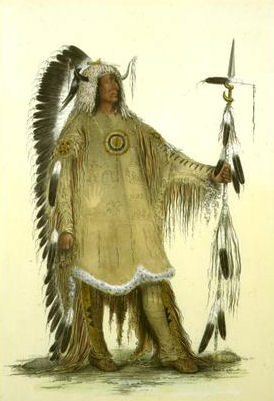
Mah-to-toh-pe („Vier Bären“, Häuptling der Mandan), gemalt von George Catlin, 1833

In Abwesenheit Hawandschitas tauchen der weiße Maler Morris und sein indianischer Begleiter Langspeer im Dorf auf. Morris ist der erste Weiße, den die meisten Mitglieder der Bärenbande zu Gesicht bekommen. Morris malt die Indianer und begegnet ihnen sehr respektvoll. Der Geheimnismann ist ihnen nach seiner Rückkehr jedoch nicht wohlgesonnen und so verlassen die beiden das Dorf wieder, um keinen Unfrieden unter den Indianern zu stiften. Inzwischen hatte ein Grizzly das Dorf in Atem gehalten: Er hatte den Bruder Mattotaupas und zwei Fohlen der Pferdeherde der Bärenbande getötet. Mattotaupa zieht mit seinem Sohn Harka los, um den Bären zu erlegen. Der Maler Morris entspricht hier sehr dem realen Maler George Catlin, der tatsächlich einen Mandan namens Mattotaupa malte und ein großer Kenner und Kämpfer für die Rechte der Indianer war.
Als Mattotaupa von der Jagd auf den großen grauen Bären zurückkehrt, ist Red Fox, ein weißer Gauner, Gast des Dorfes. Er beschenkt Mattotaupa und Harka erstaunlich reichlich, indem er jedem der beiden eine vergleichsweise moderne doppelläufige Büchse (Hinterlader) schenkt. Er bringt jedoch auch Mattotaupa und andere angesehene Krieger am Abend trickreich mit dem „Feuerwasser“/„Zauberwasser“ (Alkohol / („Mini-waken“)) in Berührung. Harka schleicht zu dem Zelt seines Vaters, welches er für die Nacht des „Saufgelages“ auf Wunsch von Red Fox verlassen musste, und sieht, wie die anderen Krieger unter dem Einfluss des Alkohols zu Narren werden, sein Vater aber nicht. Er erkannte nicht, dass Red Fox vorerst seinem Vater nicht denselben starken Alkohol einflößte wie den anderen Kriegern. Harka zieht sich zurück, fühlt sich nun aber selbst beobachtet, kann aber nicht erkennen, von wem.
Am nächsten Tag ist Red Fox weg und Mattotaupa wird von Hawandschita, der gleich Harka das Saufgelage ausgekundschaftet hat, beschuldigt, im Rausch das Geheimnis des Goldes an den Weißen verraten zu haben. Harka glaubt dieser Verleumdung nicht, aber die Ratsversammlung beschließt, Mattotaupa deshalb aus dem Stamm zu verbannen. Mattotaupa beteuert seine Unschuld. Harka kann ihm nicht beistehen, da er verbotenerweise das Zelt ausgekundschaftet hat, auch war er nicht bis zum Schluss anwesend. Harka ahnt aber nun, wer ihn beobachtet hat.
Noch bevor der Morgen graut, folgt Harka seinem Vater heimlich im Festkleid seiner Schwester Uinonah, um nicht von den Wachen aufgehalten zu werden. Uinonah erkennt dies, als er ihr Kleid anzieht und sie ahnt, dass sie nun auch ihren älteren Bruder verlieren wird. Harka flieht zu seinem Vater, um sich gemeinsam mit ihm auf die Reise zu begeben.

### Band 2 – Der Weg in die Verbannung (1962)
Harka und sein Vater Mattotaupa ziehen sich nach ihrer Verbannung in ein Tal in den Rocky Mountains zurück, wo sie sich mit Jagen und der Herstellung von Waffen beschäftigen, um zu überleben. Eines Tages entdecken sie Krieger der Pawnee, welche den Dakota feindlich gesinnt sind, die auf dem Weg sind, ihren Stamm anzugreifen. Sie missachten aus Liebe zu ihren Angehörigen das Verbot, die Jagdgründe der Dakota zu betreten, und machen sich auf, um ihrem Stamm in der Not zu helfen. Durch ihr Tun tragen sie entscheidend zum Sieg der Dakota gegen die Pawnee bei, aber die Hoffnung auf eine Rückkehr zu ihrem Stamm erfüllt sich nicht. Der Krieger Alte Antilope spuckt verächtlich vor seinem ehemaligen Häuptling aus und beleidigt ihn schwer, wofür er kurze Zeit später von Mattotaupa aus Rache getötet wird. Vater und Sohn kehren vorerst wieder zurück in ihr Tal.
Nach einem großen Sandsturm in der Prärie retten die beiden Verbannten eine Gruppe von Weißen, die sich verlaufen hatten und ohne ihre Hilfe verdurstet wären. So gelangen sie schließlich zum Blockhaus des zahnlosen Ben am Niobrara River, der mit dem Schurken Red Fox eine unheilvolle Beziehung pflegt. Hier treffen sie auch wieder auf den Maler mit seinem indianischen Begleiter Langspeer. Als der Maler von Raub bedroht ist, eilt Mattotaupa zur Hilfe, wird dann aber selbst von den Weißen gefangen genommen, da sie von ihm die Lage der Goldvorkommen erpressen wollen. Mattotaupa schweigt trotz der Androhung, dass sein Sohn gemartert werden solle. Gerade noch rechtzeitig taucht Red Fox auf, der entschlossen ist, den guten Freund von Mattotaupa zu mimen, um von ihm schließlich doch noch irgendwann das Versteck des Goldes zu erfahren. Er befreit Mattotaupa und macht sich mit ihm, Harka, dem Maler Morris und Langspeer auf in eine Stadt am Missouri River. Dort gedenken sie, den Winter zu verbringen.
Sie treffen auf einen Zirkus, und weil der Maler plötzlich krank wird und die Stadt verlassen muss und auch Red Fox sich verflüchtigt hat (er begeht in der Zeit diverse Überfälle), beschließen Harka und sein Vater, den Winter beim Zirkus zu verbringen, um dort zu leben und zu arbeiten. Auch andere Indianer arbeiten hier; sie werden vom Inspizienten Frank Ellis sehr schlecht behandelt und müssen zudem zutiefst demütigende Rollen im Zirkus übernehmen. So sollen sie die Indianer als schlechte, dumme und ungeschickte Menschen darstellen. Zu so einer Rolle lassen sich Mattotaupa und sein Sohn Harka nicht zwingen. Sie stellen ein eigenes Programm zusammen, was dank ihres außergewöhnlich großen Talents zum Beispiel beim Messerwerfen ermöglicht wird. Harka freundet sich mit einem Clown an, welcher ihm die englische Sprache, aber auch das Lesen und Schreiben beibringt. Nachdem der Winter vorüber ist, beschließen sie, wieder in die Freiheit zu reiten. Am Ende der letzten Vorstellung erschießt Mattotaupa Frank Ellis, den Inspizienten des Zirkus, aus Rache für die Demütigungen und wegen der schlechten und ungerechten Behandlung der übrigen Indianer, welche ebenfalls flüchten. Sie laden Mattotaupa ein, mit ihnen zu gehen, aber er lehnt ab, weil er das Dakotagebiet nicht betreten darf. Dann machen sie sich auf den Weg zu den Schwarzfüßen, den Siksikau. Die Siksikau sind ähnlich den Dakota Indianer der Prärie und haben eine den Dakota ähnliche Lebensweise, ihr Stammesgebiet befindet sich nördlich von dem der Dakota im heutigen Kanada. Dort hoffen die beiden, in den Stamm aufgenommen zu werden, und dort will Harka ein geachteter Krieger werden.

### Band 3 – Die Höhle in den schwarzen Bergen (1963)
Mattotaupa und Harka werden als Gäste bei den Schwarzfüßen aufgenommen. Gleich nach ihrer Ankunft müssen sie gegen Indianer vom Stamm der Dakota kämpfen, da diese das Dorf angreifen, um ein von den Siksikau entführtes Mädchen der Dakota zu befreien. Dabei kommt es auch zu einem Zweikampf zwischen Tashunka-Witko, einem der angesehensten Häuptlinge der Dakota, und Mattotaupa. Tashunka-Witko wird schließlich Gefangener der Schwarzfüße, entkommt aber durch eine List.
Harka freundet sich mit dem Häuptlingssohn „Stark wie ein Hirsch“ an. Sie gehen gemeinsam auf Jagd und auch Mattotaupa beweist seine Geschicklichkeit und Intelligenz bei Schießübungen und auf der Büffeljagd, wo es ihm mit List gelingt, den Stamm der Assiniboine, die auch die Büffel jagen wollten, zu narren. Mit Tashunka-Witko und den Dakota wird das Kriegsbeil vorerst wieder begraben, allerdings kann Mattotaupa es nicht verzeihen, dass Tashunka-Witko ihn einen Verräter genannt hat. Wie schon bei Alte Antilope (Band 2) schwört er auf Rache. Er macht sich auf den Weg zu den heimatlichen Zelten, um seine Tochter zu sich und Harka zu holen und um Tashunka-Witko zu töten.
Da trifft er auf Red Fox, der sich zeitweilig Fred nennt und die Haare schwarz gefärbt hat, weil er wegen verschiedener Delikte gesucht wird. Red Fox erzählt Mattotaupa, dass er von der Polizei wegen des Mordes an Ellis gesucht werde und dass die Schwarzfüße in Gefahr seien, würden sie Mattotaupa nicht ausliefern. Dies ist jedoch eine Lüge, die nur dazu dient, Mattotaupa von den Schwarzfüßen zu trennen, um ihn unter seine Kontrolle und wieder zum Gold in den Schwarzen Bergen zu bringen. Daraufhin beschließt Mattotaupa, nicht zu den Siksikau zurückzukehren, um die Menschen, die ihn und seinen Sohn aufgenommen haben, nicht zu gefährden. In seinem Heimatdorf, wo er Rache an Tashunka-Witko nehmen will, trifft er auf seine Mutter, die ihm bedeutet, dass Red Fox von Mattotaupa getötet werden müsse, um die Dakota wieder milde zu stimmen, erst dann habe er eine Chance, vielleicht wieder in seinen Stamm zurückkehren zu dürfen. Mattotaupa, der den Betrug von Red Fox nicht zu durchschauen vermag, lehnt dieses heftig ab, da er niemals einen „Bruder“ verraten, geschweige denn töten würde. Die Rache an Tashunka-Witko gelingt ihm nicht, er kann gerade noch von seiner Tochter befreit werden und muss fliehen.
Zwischen dem Indianerstamm der Dakota und Landvermessern kommt es zu handgreiflichen Auseinandersetzungen. Die Weißen wollen hier eine Zugstrecke quer durchs Land bauen und die Dakota sehen sich in ihrer Freiheit bedroht und greifen die Weißen immer wieder an. Einmal vergiften sie den Fluss und töten damit einige Arbeiter, andere werden erschossen oder entführt. Red Fox und Mattotaupa machen sich auf zu den Black Hills. Red Fox erhofft sich, dort das Gold zu finden, Mattotaupa erwartet eine zweite Chance, sich an Tashunka-Witko zu rächen.
Inzwischen hat Harka Nachforschungen über den Verbleib des Vaters angestellt und beschließt, ihn aufzusuchen. Mit Stark wie ein Hirsch schließt er Blutsbrüderschaft und verspricht zu den Siksikau zurückzukehren, sobald er ein Mann ist und nicht mehr von den Weißen in ein Erziehungsheim gesteckt werden könne. Denn auch er schenkt dem Gerücht von der Suche der Polizei nach Mattotaupa Glauben. Er findet den Vater, nachdem er vorher eine handgreifliche Auseinandersetzung mit Red Fox im Dunkeln der Berghöhle gehabt hat. Der Vater lässt sich auch von Harka nicht von Red Fox’ üblen Absichten überzeugen. Sie schließen sich der Bahnbaugesellschaft an, die südlich des Platte River die erste Bahnlinie vom Osten bis zur Westküste baut und werden als Kundschafter angeworben. Ein Trupp Soldaten wird von den Weißen ausgesandt, um die Vergifteten zu rächen, sie verwüsten ein Indianerdorf, das Heimatdorf von Mattotaupa und Harka. Dabei sterben nur wenige Menschen, weil die meisten anderen schon geflohen sind, jedoch wird Harka von seinem Vater gezwungen, seinen jüngeren Bruder Harpstenah zu töten.
Mattotaupa als der Ausgestoßene, Geächtete und Vertriebene wird mehr und mehr ein gebrochener Mann, er verfällt zusehends dem Alkohol. Harka ist hin- und hergerissen zwischen der Liebe zu seinem Vater und der Liebe zu seinem Heimatstamm. Er trifft auf Tschetan und Kraushaar und ist erschüttert, dass auch sie seinen Vater als Verräter bezeichnen. Er schwört sich, seinen Vater zur Einsicht zu bekehren, dass Red Fox ein Schurke ist.

### Band 4 – Heimkehr zu den Dakota (1951 und 1963)
Harka als junger Bursche wird Scout beim Eisenbahnbau und dort in Kämpfe mit seinen eigenen Stammesbrüdern verwickelt. Von einer von den Weißen schwer verstümmelten Seminolin erhält er den Wampumgürtel des Häuptlings Osceola, dessen Botschaft besagt, dass Indianer der verschiedenen Stämme nicht gegeneinander kämpfen, sondern zusammenhalten sollen. Da Harka sich schließlich beim Eisenbahnbau zu viele Feinde gemacht hat und dieses Lebens auch überdrüssig ist, kehrt er zurück zu den Schwarzfußindianern. Er fängt sich ein sagenhaftes Pferd, einen Falben, ein, ein Outlaw wie er, und versteht es, dieses Pferd meisterhaft zu zähmen, indem er dessen Vertrauen gewinnt.
Zusammen mit seinem Freund und Blutsbruder „Stark wie ein Hirsch“ erwirbt er die Kriegerwürde und trägt den in Trance gesehenen Kriegernamen „Stein mit Hörnern“ (Lakota: Inya-he-yukan, eine kleine Muschel, die ihm in seiner Trance als Stein mit Hörnern erscheint). Als Krieger nimmt er zusammen mit Donner vom Berge (ehemals „Stark wie ein Hirsch“) bei einem Sommerfest der drei Indianerstämme Dakota, Schwarzfußindianer und Assiniboine am Sonnentanz teil. Da er dem Geheimnismann nicht sagen kann, zu welchem Stamm er gehört – er fühlt sich keinem Stamm mehr wirklich zugehörig, weil die Dakota in ihm den Sohn eines Verräters und die Siksikau einen Dakota sehen –, zieht der Geheimnismann der Siksikau die Riemen nicht wie üblich unter der Haut, sondern durch das Fleisch darunter durch. Er soll so am Ende sich nicht befreien können und sterben. Stein mit Hörnern kann sich nur mit letzter Kraft befreien, als die Sonne längst untergegangen ist. Von den Zuschauern wird dies so gedeutet, dass Stein mit Hörnern ein Lügner sein müsse, den die Sonne nun für seine Unaufrichtigkeit bestrafe. Sie verlassen den Festplatz, ohne sich weiter um ihn zu kümmern. Mattotaupa, der auf Einladung der Schwarzfußoberhäuptlinge auch am Sommerfest teilgenommen hatte, erkennt aber die Wahrheit und pflegt ihn wieder gesund.
Beide stehen wieder vor der Entscheidung, wie ihr Leben weitergehen solle. Zurück zu den Siksikau wollen beide nicht, denn deren Geheimnismann wollte Inya-he-yukan töten. Inya-he-yukan beschließt, in den Black Hills alle Goldsucher zu töten, die er findet, und das Leben eines Outlaws zu führen. Erstmals erlaubt Mattotaupa Inya-he-yukan, Red Fox zu töten, wenn er ihn unter den Goldsuchern finde. Mattotaupa will die Eisenbahn durch Sabotageakte behindern, da er als Scout entlassen wurde. Beide beschließen, sich ab und zu in der Nähe des Blockhauses von Ben zu treffen. Mattotaupa verfällt jedoch immer mehr dem Alkohol. Bei einem Treffen mit Red Fox und weiteren Präriejägern, die jener für eine Goldsuche zusammengetrommelt hat, wird er im Streit im Blockhaus des zahnlosen Ben ermordet. Inya-he-yukan, der Zeuge wurde, wie sein Vater seine Spielschulden mit Gold bezahlte und ermordet wurde, muss erkennen, dass er schlussendlich doch der Sohn eines Verräters ist, und kehrt zur Bärenbande zurück, um sich dem Urteil der Ratsversammlung zu beugen. Der alte Zaubermann Hawandschita beschließt, dass er am Marterpfahl getötet werden solle. Untschida, Uinonah (seine Großmutter und seine Schwester) und Tschetansapa verzögern die Hinrichtung jedoch bis zur Ankunft Tatanka Yotankas, den Tschapa (ehemals Schwarzhaut Kraushaar) holen ließ. Dieser entscheidet, dass Inya-he-yukan nicht getötet wird. Von der Ratsversammlung wird er zum Kriegshäuptling der Bärenbande gewählt und erhält den Namen Tokei-ihto.

### Band 5 – Der junge Häuptling (hauptsächlich 1951)
Aus dem Blockhaus des zahnlosen Ben ist ein Fort mit Palisaden, Wachturm und Unterkünften geworden. Tokei-ihto und seine Krieger bekämpfen die Soldaten und Rauhreiter in kleineren Kampfeinsätzen, bei denen sie immer wieder einige Gegner töten können. Der höchste Offizier der Soldaten, Major Smith, ein an sich ehrenwerter Offizier, bittet daher um Nachschub von Munition sowie Truppenverstärkung. Tokei-ihto und seine Krieger überfallen jedoch den Nachschubtransport von Fort Randall zum Niobrara. Nur Leutnant Antony Roach sowie seine Verlobte Cate Smith, die Tochter des Majors, überleben, außerdem die Zwillinge Thomas und Theo, die den Häuptling noch aus früheren Tagen kennen und ihm freundschaftliche Gefühle entgegenbringen. Sie waren der Kolonne als Späher vorausgeritten und entkamen so dem Überfall. Sie gehörten auch nicht zu der Gruppe weißer Goldsucher, die Tokei-ihtos Vater töteten, denn von diesen ist kaum noch einer nicht der Rache Tokei-ihtos erlegen. Um das Entkommen der Krieger mit der Munition zu sichern, unternimmt Tokei-ihto ein Ablenkungsmanöver. Zunächst lässt er seine Gefangene Cate Smith frei, um Verwirrung zu stiften. Cate erfährt dabei, dass Roach ihrem Vater ihr Kommen mit der Versorgungskolonne verschwiegen hat, dabei war es Roachs Wunsch, dass sie mitkommt. Leutnant Roach erweist sich zusehends als erbärmlicher Feigling.
Tokei-ihto reitet zu Gesprächen ins Fort, nachdem ihm von Adam Adamson, einem den Indianern freundlich gesinnten Weißen, freies Geleit zugesichert wurde. Dessen Vater hatte von den Indianern rechtmäßig Land erworben. Jetzt droht ihm, dass er es an die Grundstücksgesellschaften verliert. Adam Adamson achtet die Indianer und ist ihnen in seinem tiefsten Herzen freundschaftlich verbunden. Nachdem Major Smith ihm – also Tokei-ihto – freien Abzug bis zur Palisade gewährt, was einem Mord gleichkommt, springt dieser über die Palisade und lässt sich in den Fluss Niobrara direkt dahinter fallen. Dann schwimmt er durch einen ihm bekannten geheimen Tunnel, den schon der zahnlose Ben als Fluchtweg angelegt hatte und der durch das Flusswasser ständig überflutet ist, ins alte Blockhaus, das nun als Munitionskammer dient, und sprengt in der Nacht die Munitionsvorräte in die Luft. Er entkommt kurz vor der Sprengung wieder durch den alten (überfluteten) Tunnel, den die Fortbewohner gar nicht kennen.
Kurz danach erscheint Red Fox beim zerstörten und fast abgebrannten Fort („Hier scheint mein Freund Harry gewirkt zu haben.“) und schickt den indianischen Kundschafter Tobias (ein Delaware) mit einer Einladung zu Verhandlungen an Tatanka Yotanka und Tokei-ihto. Tobias soll die Häuptlinge in den Black Hills suchen. Er arbeitet aber nur notgedrungen für die Weißen und ist seinen Gegnern eher freundschaftlich verbunden. Er kennt somit auch deren wahren Aufenthaltsort und reitet direkt zum Pferdebach. Dabei gerät er in eine Büffeljagd der Dakota, bei der er verletzt wird. Die Dakota nehmen ihn auf und pflegen ihn. Durch seine Anwesenheit kann Red Fox davon abgehalten werden, bei einem geheimen Waffenschmuggel von Tokei-ihto das Geheimnis des Goldlagers zu erpressen. Tobias erneuert seine Freundschaft zu Tokei-ihto und verschafft den Indianern modernste Waffen.
Tatanka Yotanka lehnt die Einladung zu Verhandlungen mit den Weißen ab, weil der große weiße Vater (der Präsident) auch nicht komme. Er schickt jedoch Tokei-ihto mit einigen älteren Ratsmännern zum Fort. Bei Verhandlungen mit den Weißen über das Land, welches schon seit Jahrhunderten den Indianern gehört, zerreißt Tokei-ihto schon unterzeichnete Verträge. Darin hatten andere Häuptlinge unter Einfluss von Alkohol den Weißen bereits ihr Land abgetreten. Dafür wird er gefangen genommen, seine Begleiter ermordet. Ein Befreiungsversuch durch Thomas, Theo, Adamson und 20 Krieger der Bärenbande schlägt fehl. Danach schickt Red Fox zwei Männer ins Verlies, die Tokei-ihto ermorden sollen, jedoch überlebt er. Die Zwillinge Thomas und Theo sowie Adamson fliehen zu den Indianern, wohin sie ihr Gewissen längst getrieben hatte.
Währenddessen kämpfen die Dakota und andere (auch mit Tokei-ihtos Hilfe vereinte) Stämme unter Tatanka Yotanka und Tashunka-Witko gegen die Truppen der Regierung. Nach anfänglichen Siegen, etwa gegen General Custer am Little Big Horn, geht ihnen die Munition aus. Tschetansapa kehrt vom Kriegsschauplatz zurück und versucht, die Frauen und Kinder der Bärenbande in die Black Hills zu führen; sie werden aber von Dragonern unter Führung von Red Fox abgefangen. Der Stamm wird in ein Reservat in den Bad Lands getrieben. Dort sollen sie von nun an von Hilfslieferungen der Weißen und nach deren Vorstellungen leben.
Derweil hat Tokei-ihto den Anschlag in seiner Zelle schwer verletzt überlebt und kommt nach einigen Tagen wieder zu sich. Der Maler Morris erfährt davon. Er nutzt seine guten Kontakte in Washington und setzt sich vehement für die Freilassung Tokei-ihtos ein.

### Band 6 – Über den Missouri (hauptsächlich 1951)
Es ist ausgerechnet Red Fox, der, ohne es zu wissen, den Freilassungsbefehl für Tokei-ihto bringt. Dieser wird, schwer krank, schließlich entlassen, auch weil die Weißen glauben, dass er keine Gefahr mehr für sie darstelle und bald sterben werde. Er erhält auch seinen Falbhengst zurück, den kein anderer je reiten konnte. Sein die Gegend terrorisierender großer schwarzer Wolfshund, welchen er von seinem Blutsbruder Stark wie ein Hirsch als Geschenk erhielt, findet auch zu ihm zurück. Der indianische Kundschafter Tobias (ein Delaware) erhält den Auftrag, ihn in die Reservation zu bringen, jedoch macht Tobias ihm klar, dass er ihn nicht aufhalten wird, wenn er anderes geplant hat. Er bezeichnet ihn als seinen Häuptling, dessen Aufträge er nur zu gerne erledigen wird.
Tokei-ihto erholt sich langsam von seiner Krankheit und besucht noch einmal seinen Oberhäuptling Tashunka-Witko auf der Reservation; er offenbart ihm seinen Plan, dem dieser zustimmt. Nach einigen Auseinandersetzungen mit seinen alten Widersachern außerhalb und innerhalb des Stammes führt er die Bärenbande aus dem Reservat auf einem schweren und entbehrungsreichen Weg mitten im Winter über den Missouri nach Kanada. Dort will er mit dem Gold aus den Schwarzen Bergen Land, Vieh und Saatgut kaufen. Dieses neue, sesshafte Leben ist die einzige Chance für den Stamm, ein freies und selbstbestimmtes Leben zu führen.
Zur Gruppe der Bärenbande stoßen auch Indianer anderer Stämme hinzu, u. a. sein Blutsbruder Donner vom Berge (als Kind „Stark wie ein Hirsch“) mit einer kleinen Schar der Siksikau, Tobias der Delaware, ein von Tokei-ihto besiegter, aber nicht getöteter Ponka, aber auch Weiße wie Cate Smith und der heimatlose Farmer Adam Adamson, die inzwischen ein Paar sind, sowie die glücklosen Zwillinge Thomas und Theo, welche schon Freunde des Jungen Harka waren und die sich bereit erklären, den Indianern Viehzucht und Ackerbau beizubringen. Sie beschließen, das Land nach indianischer Sitte gemeinsam zu kultivieren. Auf dem Weg über den Missouri wird die Bärenbande von weißen Dragonern verfolgt, unter ihnen auch Red Fox. Tokei-ihto bleibt allein zurück und rächt endlich den Mord an seinem Vater Mattotaupa, indem er im Duell Red Fox, aber auch seinen indianischen Widersacher Schonka tötet.
Inzwischen fliegt bei der Bärenbande Hawandschitas früherer Verrat und falscher Zauber auf. Er hatte bei den Verhandlungen um Kraushaars Vater (Band 1) den Weißen als Erster verraten, dass es im Land der Dakota Goldvorkommen gebe. So hatte er die Freilassung von Kraushaars Vater Fremde Muschel erkauft. Außerdem hatte er erreicht, dass damals Antilopen und Büffel zur Bärenbande getrieben wurden. Seine Stammesbrüder hatte er in dem Glauben gelassen, dass sein Zauber dies bewirkt hatte. So erfuhr auch Red Fox von dem Gold und entschloss sich zu seinem Besuch, wo er Mattotaupa und Harka mit halbwegs modernen Gewehren beschenkte.
Seine Zauberkraft hatte Hawandschita aber schon früher verloren, nämlich als er den jungen Harka einmal dabei beobachtete, wie er ihn, den Geheimnismann, im Spiel mit anderen Kindern nachahmte und sie dabei in seinen Bann zog. Seitdem sprachen die Geister, an die er fest glaubte, nicht mehr zu ihm und er musste auf allerlei Tricks zurückgreifen, um seine Stellung als Geheimnismann bzw. Schamane des Stammesverbands aufrechtzuerhalten. Dadurch wurde sein Hass auf Harka unversöhnlich.
Nachdem die Verräter um Schonka in der Reservation dessen Zelt zerstört hatten, musste Hawandschita nun auch noch Tokei-ihtos Großmutter Untschida bei sich aufnehmen. Er verzweifelte immer mehr. Untschida und Tokei-ihtos Schwester Uinonah besaßen offensichtlich jene Magie, welche er verloren hatte, als Harka sie benutzte. Trotz aller Beteuerungen, dass Tokei-ihto erschlagen wurde (das hatten die nach der missglückten Befreiungsaktion geflohenen weißen Zwillinge Thomas und Theo beteuert), war Uinonah von der Rückkehr des Häuptlings fest überzeugt und hatte bereits Wintersachen für ihn genäht.
Weil Tokei-ihto dann tatsächlich zurückkehrte, den Stamm in seinen Bann zog und aus der Reservation führte, greift der Alte zu seinem letzten Trick. Er benutzt ein ihm von Red Fox geliefertes chinesisches Feuerwerk, um den Stamm gegen die Pläne Tokei-ihtos aufzubringen. Die Weißen, die sich dem Stamm angeschlossen haben, decken diesen Betrug aber auf. Seine Tricks sind damit endgültig entlarvt. Als Hawandschita erkennt, dass er durchschaut ist und sein Ansehen innerhalb des Stammes verspielt hat, richtet er sich selbst, indem er auf einen Scheiterhaufen steigt und sich selbst verbrennt.
Tokei-ihto kehrt zur Bärenbande zurück und gemeinsam beginnen sie ein neues Leben in den Wood Mountains in Kanada.

## Einflüsse
Als Quellen verwendete Welskopf-Henrich (wie auch Karl May) beispielsweise George Catlin, aber auch „Ohijesa, der Indianerknabe“ von Charles Eastman und „Das Werden eines Indianerkriegers“ von Büffelkind Langspeer, die alle als völkerkundliche Werke hoch angesehen waren. Später ergänzte sie das Werk dann noch durch Details, die sie direkt bei den Ethnologen Walter Krickeberg und Eva Lips einholte. Auch besuchte sie ab 1963 mehrere Reservationen in Nordamerika und Kanada. Weitere belletristische Werke, mit denen sie sich auseinandersetzte, waren die Bücher von Karl May und James Fenimore Cooper. Von Karl May hat sie sich später in drastischer Form distanziert. 

## Entwicklung
1918 im Alter von 17 Jahren fasste Lieselotte Welskopf-Henrich nach eigenen Angaben den Plan, einen Roman über das Schicksal eines jungen Sioux der Teton-Oglala-Gruppe zu schreiben. Vier Jahre später begann sie ihn in die Tat umzusetzen. Die Verlegung des Werkes in einer Fassung der 20er Jahre scheiterte jedoch, weil darin die amerikanische Politik gegen die Indianer scharf kritisiert wurde.
Eine modifizierte Fassung des Buches wurde in den 1930er Jahren fertig. Von 1939 bis 1940 folgte eine dritte Überarbeitung, die im Wesentlichen der Erstausgabe von 1951 entsprach.
Nach dem Zweiten Weltkrieg bot sie das Werk dem Dietz-Verlag an, der ihr aber 1949 mitteilte, dass es nicht ins Verlagsprofil passe. Der Alfred-Holz-Verlag nahm das Manuskript mit Wohlwollen auf, zögerte jedoch eine Veröffentlichung immer wieder hinaus. Erst der „Altberliner Verlag Lucie Groszer“ in Ostberlin veröffentlichte den Roman zu Weihnachten 1951 in einer Auflage von 15.000 Exemplaren. Der Roman war ein großer Erfolg: bis 1961 folgten elf Auflagen mit insgesamt 210.000 Exemplaren.
Nach zahlreichen begeisterten Anfragen entschloss sich die Autorin schon bald nach dem Erscheinen dazu, auch die Vorgeschichte der Geschehnisse im Roman zu erzählen. Die drei Teile des Romans („Zwei Welten im Kampf“, „Die Unterlegenen“ und „Der neue Weg“) fanden dabei überarbeitet Eingang in eine sehr viel umfangreichere Fassung, die Anfang der 1960er Jahre erschien. Welskopf-Henrich nahm dabei auch an den schon erschienenen Teilen deutliche Änderungen vor. Neben einer sprachlichen Überarbeitung (modernisierte Grammatik und Wortwahl) und der Entfernung (vor allem am Schluss) oder Neuschreibung (z. B. die Sage vom Steinmenschen) ganzer Passagen füllte Welskopf-Henrich „zeitliche Löcher“ auf, etwa die Rückkehr Harkas zu den Dakota nach der Ermordung Mattotaupas. Vorhandene Anspielungen (so das Wasserloch im Blockhaus des zahnlosen Ben), Beschreibungen (Büffeljagd, Sonnentanz, Bärentanz, Skalptanz u. a.) oder Personen (etwa die Zwillinge Thomas und Theo oder Donner vom Berge) bekamen in der umfangreicheren Fassung einen breiteren Raum mit eigenen Handlungssträngen, was die Handlung insgesamt konsistenter machte. Die Dramatik wurde an verschiedenen Stellen behutsam verstärkt (z. B. die „Heimkehr“ Tokei-ihtos in das Reservat, der missglückte Fluchtversuch aus dem Fort).
Auffällig zwischen früherer und späterer Fassung ist eine deutliche Verschiebung des Schwerpunkts. Die immer wiederkehrende Betonung des eurozentrischen Begriffs, dass die Gesellschaftsordnung der Prärieindianer eine Art „Urkommunismus“ war, des „genossenschaftlichen“ Ackerbaus und anderes Ideologisches mehr, prägen die Urfassung der „Söhne der großen Bärin“ noch in einem hohen Maße. In der neueren und umfangreicheren Fassung wurden solche Aspekte von Welskopf-Henrich beinahe vollständig entfernt.
Anfang der 1960er erschien beim Altberliner Verlag erstmals die vollständige Ausgabe von Die Söhne der großen Bärin in drei Bänden:
1. Harka, der Sohn des Häuptlings (1962)
2. Top und Harry (1963)
3. Die Söhne der großen Bärin (1963)

In der Bundesrepublik wurde der Romanzyklus ab 1964 beim Stuttgarter Unionverlag erstmals als sechsbändige Ausgabe herausgegeben. Der erste Band erschien da noch mit einem längeren Namen. Die Lizenzen für die Veröffentlichung durch österreichische und westdeutsche Verlage hatte sie bereits in den 1950er Jahren vergeben. Die dreibändige Ausgabe, die kurz vorher in der DDR erschienen war, wurde dabei jeweils in zwei Bände aufgeteilt:
1. Harka, der Sohn des Häuptlings (1964)
2. Der Weg in die Verbannung (1965)
3. Die Höhle in den Schwarzen Bergen (1966)
4. Heimkehr zu den Dakota (1966)
5. Der junge Häuptling (1967)
6. Über den Missouri (1967)

Unter den heute bekannten Einzeltiteln erschien der Zyklus erstmals in der DDR, wiederum beim Altberliner Verlag:
1. Harka (1972)
2. Der Weg in die Verbannung (1972)
3. Die Höhle in den schwarzen Bergen (1971)
4. Heimkehr zu den Dakota (1971)
5. Der junge Häuptling (1974)
6. Über den Missouri (1974)

Weitere Ausgaben in sechs Bänden erschienen im Eulenspiegel-Verlag und zuletzt 2017 im Palisander Verlag.
Die Genese des Werkes ist durch die Autorin gut dokumentiert worden und befindet sich in zahlreichen Schriften in ihrem Archiv, das heute im Archiv der Berlin-Brandenburgischen Akademie der Wissenschaften gehalten wird. Eine Zusammenfassung des Archivs findet sich im Aufsatz „Tokei-ihto vs. Winnetou“ von Thomas Kramer (Ausgabe 1/2001 des Humboldt-Spektrums).

## Sonstiges
Im Buch „Auf den Spuren der Söhne der Großen Bärin“ untersuchen die Autoren Till und Uli Otto den historischen Hintergrund des 6-bändigen Roman-Zyklus. Dabei weisen sie unter anderem auf den akribisch eingearbeiteten historischen Hintergrund der Romane von Welskopf-Henrich hin und versuchen, diese vor allem auch im Hinblick auf die weitaus bekannteren, idealisierten Werke Karl Mays aufzuwerten. In dem Buch „Liselotte Welskopf-Henrich und die Indianer“ wird u. a. auf Grundlage zahlreicher im Archiv der Berlin-Brandenburgischen Akademie der Wissenschaften aufbewahrter Dokumente diese Thematik aufgegriffen und weiterentwickelt. Darüber hinaus werden darin die Hintergründe des Romanzyklus Das Blut des Adlers beleuchtet, in dem die historischen Vorgänge auf dem Pine-Ridge-Reservat von der Mitte der 1960er-Jahre bis zur Besetzung von Wounded Knee 1973 auf realistische Weise dargestellt werden.
Welskopf-Henrichs Romanzyklus Das Blut des Adlers handelt vom Leben der Nachkommen Harkas im Reservat. Harka selbst tritt in den beiden ersten Bänden als uralter Mann nochmals unter dem Namen „Harry Okute“ auf. Interessant dabei ist, dass die Autorin mit einem Indianer namens John Okute persönlich bekannt war. Sie traf diesen Schriftsteller auf einer Reise nach Kanada im Jahr 1963 und erhielt später ein Manuskript von dessen Witwe. Jener bewahrte in der ersten Hälfte des 20. Jahrhunderts durch mündliche Berichte und schriftliche Aufzeichnungen die Traditionen seines Stammes vor dem Vergessen.
„Harry Okute“ erzählt vor seinem Tod seinem Urenkel Joe King aus seinem Leben, wodurch das weitere Schicksal einiger Romanfiguren kurz angerissen wird: Tschapa Kraushaar wurde in Kanada ein erfolgreicher Rancher; Tschetansapa konnte sich mit dem neuen Leben nicht abfinden; er starb bei den Kämpfen mit den Assiniboine um die letzten Büffelherden. Harka heiratete Sitopanaki, die Schwester seinen Blutsbruders Donner vom Berge. Dieser heiratete Harkas Schwester Uinonah. Ein Nachfahre Uinonahs wird später Häuptling der Schwarzfüße. Harkas und Sitopanakis Sohn stirbt als Kind bei einem Reitunfall, als er verbotenerweise Harkas Falbhengst reiten wollte. Es gab dann aber wohl noch eine Tochter, deren Enkel Joe King ist.
Harka kehrte kurz vor seinem Tod in die USA zurück, um in der Nähe seines Freundes Tashunka-Witko begraben zu werden.
Im Januar 2008 erschien eine Hörbuchfassung des Romanzyklus auf MP3-CD. Gelesen wurden die Bücher von Jesko Döring.

## Verfilmung
Der Romanzyklus wurde 1965/1966 unter dem gleichen Titel durch das DEFA-Studio für Spielfilme in Potsdam-Babelsberg (Künstlerische Arbeitsgruppe Roter Kreis) verfilmt. Der Film fundiert im Wesentlichen auf Handlungssträngen der Bände 5 Der junge Häuptling und 6 Über den Missouri. Die Romanautorin Liselotte Welskopf-Henrich gilt als Drehbuchautorin des Films. Regie führte Josef Mach.
Die Hauptrolle als Häuptling Tokei-ihto nahm Gojko Mitić ein. Der damals 26-Jährige übte während der Dreharbeiten den Umgang mit Pferden und als ehemaliger Stuntman auch alle Actionszenen selbst ein. Mit etwa 5 Millionen Zuschauern im Jahr 1966 wurde Die Söhne der großen Bärin zum erfolgreichsten DEFA-Film des Jahres. Insgesamt sahen den Film 9.442.395 Zuschauer in den Kinos (Lichtspieltheater) der DDR.
Die äußerst erfolgreiche Filmproduktion wurde Grundlage zu weiteren Indianerfilmen der DEFA.

## Hörspiel
Der Romanzyklus wurde vom Süddeutschen Rundfunk unter der Regie von Harry Schweizer als achtteilige Hörspielreihe unter dem Titel Die Söhne der Großen Bärin produziert und vom 1. Januar 1967 bis zum 19. Februar 1967 gesendet.